# Marigny-le-Cahouët
Marigny-le-Cahouët település Franciaországban, Côte-d’Or megyében. Lakosainak száma 312 fő (2022. január 1.). Marigny-le-Cahouët Pouillenay, La Roche-Vanneau, Sainte-Colombe-en-Auxois, Saint-Euphrône, Villeneuve-sous-Charigny, Arnay-sous-Vitteaux, Brain, Braux, Charigny, Chassey és Flavigny-sur-Ozerain községekkel határos.

## Népesség
A település népességének változása:
| Lakosok száma | 388  | 297  | 290  | 267  | 312  | 313  | 319  | 323  | 326  | 312  |
|               | 1968 | 1982 | 1990 | 2006 | 2013 | 2015 | 2017 | 2019 | 2020 | 2022 |